# Матвієвка (Солонешенський район)
Матві́євка (рос. Матвеевка) — село у складі Солонешенського району Алтайського краю, Росія. Входить до складу Тумановської сільської ради.

## Населення
Населення — 74 особи (2010; 95 у 2002).
Національний склад (станом на 2002 рік):
- росіяни — 93 %